# Тот
Тот (копт. Ⲑⲱⲟⲩⲧ) — давньоєгипетський бог місяця, часу, мудрості й писемності. Його наділяли епітетами «двічі великий» і «тричі великий». Таке звеличення перейшло пізніше на ототожненого з Тотом Гермеса, якого греки називали «Трісмегіст», тобто «тричі найбільший». Здебільшого Тота зображали з головою птаха ібіса.

## Образ і функції

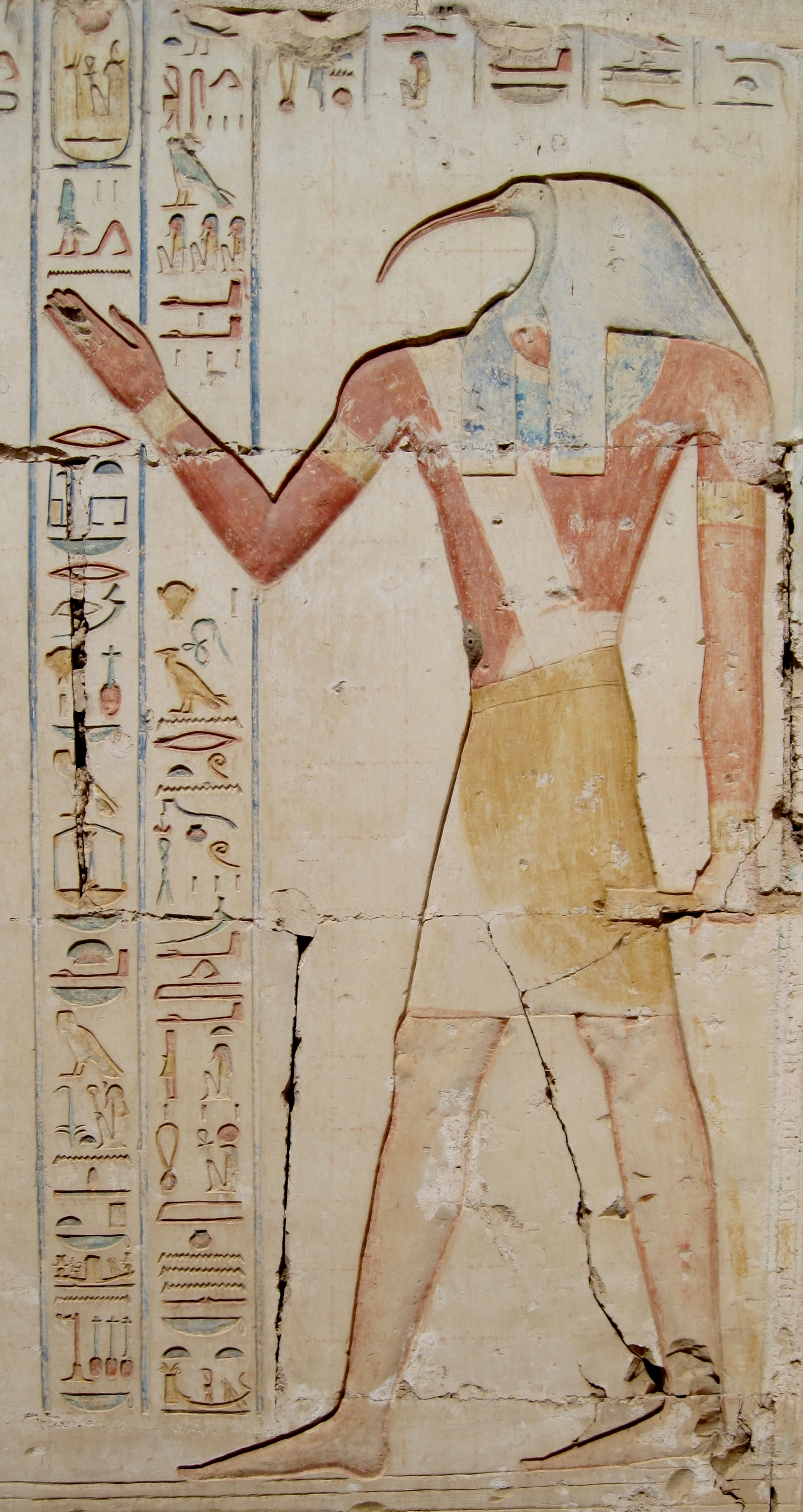
Зображення Тота в храмі Рамзеса II в Абідосі

Тота шанували як бога місяця, мудрості і магії, але крім нього божествами місяця також виступали Хонсу і Аха. Батьками Тота вважалися Птах або Гор і Мут. Рівним йому за знанням магії поставала тільки Ісіда. Типово Тота зображали як людину з головою ібіса, рідше як ібіса чи бабуїна з місячним диском на голові.
В Гермополі й Едфу божеств місця Тота і Хунсу об'єднували в одного бога Хунсу-Тота з головою яструба і сонячним диском та півмісяцем.
Оскільки Місяць ділив час своїми фазами на однакові відрізки, Тот виступав і богом справедливого поділу. З богинею письма Сафекхт часто уявлявся як бог-писар, що записує імена людей, зокрема царів, щоб вони могли жити вічно після смерті. Єгиптяни вірили, що він виміряв весь світ і встановив закони. Разом з Ра він виступає захисником законності, часом в парі, часом самостійно. Під його покровительством перебувало письмо і писарі, особливо щодо священних текстів. Тоту приписувалося винайдення письма та зберігання секретів магії. З часом також став богом медицини, що в Стародавньому Єгипті була тісно пов'язана з магією. Крім цих функцій Тот також виступав вісником інших богів і богом-посередником.
Його священними тваринами вважалися бабуїн, чиї обриси вбачалися на диску Місяця, та ібіс. Останній — за передбачання своєю поведінкою розливу Нілу і полювання на змій.

## Тот у міфах
Перед тим як покинути землю і вирушити на небо, бог сонця Ра доручив Тоту записувати людей, що робили погані вчинки. Таким після смерті не виділялося місця в Дуаті. Ра створив у помічники Тоту птахів ібісів, щоб вони служили йому гінцями, і бабуїнів, щоб вони передавали волю бога сонця. Він також присвятив Тоту Місяць. Після цього Тот взявся за свої обов'язки представника Ра на землі й бога мудрості.
Тот встановив у храмах всіх богів знак крилатого сонця, щоб він відганяв злі сили. В його обв'язки входило і охороняти сонячну барку Ра під час її подорожі небом. За деякими згадками Тот допоміг Ісіді втекти з її сином Гором з ув'язнення бога пустелі Сета. Крім того йому приписувалося оживлення малого Гора, коли його вжалив скорпіон, щоб Гор повернув собі трон Єгипту, відібраний Сетом. У іншому варіанті він оживив Гора, розрубаного на частини. Саме він як бог магії захистив тіло Осіріса до його воскресіння від злих сил, а коли той ожив, зробив Осіріса богом потойбіччя. Тот замінив вінець Ісіди, збитий її сином, на коров'ячі роги, коли вона не дозволила Гору вбити Сета через що її надалі зображали саме такою.
У Дуаті Тот разом з Анубісом супроводжував померлих, записував на потойбічному суді вирок та часом виступав захисником.

## Культ Тота
Тота вшановували ще за Старого царства, але поширеність його культу досягла піку на початку епохи Нового царства, коли фараонів стали називати на його честь Дхутмесом (Тутмос), сином Тота, або Ахмесом (Амас), сином Місяця. Однак храми на його честь зводилися рідко. Центром його культу було місто Гермополіс, святилища Тота розташовувалися також у дельті Нілу та в пустельних оазах на заході Єгипту. В Ібеумі (тепер Туна ель-Гебель) та Саккарі прочани присвячували Тоту муміфікованих ібісів і бабуїнів. У IV ст. до н. е. жрець Петосіріс відновив занепалий культ Тота в Гермополісі у зв'язку із вторгненням персів до Єгипту. Гробниця Петосіріса відома добре збереженими зображеннями цього бога.
В скульптурних зображеннях Тот диктує слова писарям або вручає фараонам пальмову гілку, якою записували роки правління. Також відомі скульптури, що зображають Тота і Гора, котрі разом опускають знак анкх у воду, присвячену для ритуального омовіння фараона. Цьому богу присвячувався перший місяць єгипетського календаря і шоста година дня.
Греки ототожнювали Тота з Гермесом, з яким, за уявленнями олександрійців і неоплатоністов, він мав схожість. Грецькою його називали Гермесом Трисмегістом (Тричі Великим Гермесом), в пізніший період — Двічі Великим.

## Тот у Біблії
У Біблії Тот не згадується по імені. Однак згадується в описі неспроможності єгипетських жерців-чаклунів повторити третю кару єврейського Бога Яхве на Єгипет, а саме: обернення пороху на комарів. «Це перст Божий!» — кричали вони. Власне єгипетський бог Тот, владика магії, якому приписували винахідливість у чаклунстві не зміг допомогти жерцям.